# 1990-es Superbike-világbajnokság
Az 1990-es Superbike-világbajnokság volt a harmadik szezon a sportág történetében. A március 18-án kezdődő és november 18-án végződő bajnokságot az francia Raymond Roche nyerte.

## Versenynaptár
|    | Dátum         | Helyszín           | Versenypálya   | 1. verseny győztese | 2. verseny győztese | Összefoglaló |
| -- | ------------- | ------------------ | -------------- | ------------------- | ------------------- | ------------ |
| 1  | Március 18.   | Spanyolország      | Jerez          | Raymond Roche       | Raymond Roche       | Összefoglaló |
| 2  | Április 16.   | Egyesült Királyság | Donington      | Fred Merkel         | Giancarlo Falappa   | Összefoglaló |
| 3  | Április 30.   | Magyarország       | Hungaroring    | Fred Merkel         | Raymond Roche       | Összefoglaló |
| 4  | Május 6.      | Németország        | Hockenheim     | Fred Merkel         | Stéphane Mertens    | Összefoglaló |
| 5  | Június 3.     | Kanada             | Mosport        | Raymond Roche       | Raymond Roche       | Összefoglaló |
| 6  | Június 10.    | USA                | Brainerd       | Stéphane Mertens    | Doug Chandler       | Összefoglaló |
| 7  | Július 1.     | Ausztria           | Österreichring | Fabrizio Pirovano   | Stéphane Mertens    | Összefoglaló |
| 8  | Augusztus 26. | Japán              | Sugo           | Raymond Roche       | Doug Chandler       | Összefoglaló |
| 9  | Szeptember 9. | Franciaország      | Le Mans        | Raymond Roche       | Raymond Roche       | Összefoglaló |
| 10 | Október 7.    | Olaszország        | Monza          | Fabrizio Pirovano   | Fabrizio Pirovano   | Összefoglaló |
| 11 | November 4.   | Malajzia           | Shah Alam      | Fabrizio Pirovano   | Fabrizio Pirovano   | Összefoglaló |
| 12 | November 11.  | Ausztrália         | Phillip Island | Peter Goddard       | Rob Phillis         | Összefoglaló |
| 13 | November 18.  | Új-Zéland          | Manfeild       | Terry Rymer         | Rob Phillis         | Összefoglaló |

## Végeredmény

### Versenyző
|    | Versenyző            | Gyártó   | Pont | Győzelmek |
| -- | -------------------- | -------- | ---- | --------- |
| 1  | Raymond Roche        | Ducati   | 391  | 8         |
| 2  | Fabrizio Pirovano    | Yamaha   | 337  | 5         |
| 3  | Stéphane Mertens     | Honda    | 321  | 3         |
| 4  | Rob Phillis          | Kawasaki | 252  | 2         |
| 5  | Rob McElnea          | Yamaha   | 236  | 0         |
| 6  | Fred Merkel          | Honda    | 197  | 3         |
| 7  | Terry Rymer          | Yamaha   | 169  | 1         |
| 8  | Baldassarre Monti    | Honda    | 149  | 0         |
| 9  | Anders Andersson     | Yamaha   | 127  | 0         |
| 10 | Jari Suhonen         | Yamaha   | 121  | 0         |
| 11 | Giancarlo Falappa    | Ducati   | 94   | 1         |
| 12 | Jamie James          | Ducati   | 86   | 0         |
| 13 | Doug Chandler        | Kawasaki | 70   | 2         |
| 14 | Malcolm Campbell     | Honda    | 68   | 0         |
| 15 | Peter Goddard        | Yamaha   | 68   | 1         |
| 16 | Brian Morrison       | Honda    | 43   | 0         |
| 17 | Udo Mark             | Yamaha   | 39   | 0         |
| 18 | Ernst Gschwender     | Suzuki   | 34   | 0         |
| 19 | Carl Fogarty         | Honda    | 30   | 0         |
| 20 | Edwin Weibel         | Kawasaki | 30   | 0         |
| 21 | Andreas Hofmann      | Honda    | 29   | 0         |
| 22 | Daniel Amatriain     | Honda    | 28   | 0         |
| 23 | Renè Bongers         | Yamaha   | 24   | 0         |
| 24 | Jeffry De Vries      | Yamaha   | 24   | 0         |
| 25 | Davide Tardozzi      | Ducati   | 23   | 0         |
| 26 | Michel Mercier       | Yamaha   | 21   | 0         |
| 27 | Jean Michel Mattioli | Honda    | 21   | 0         |
| 28 | James Knight         | Kawasaki | 20   | 0         |
| 29 | Jean Yves Mounier    | Yamaha   | 19   | 0         |
| 30 | Alex Vieira          | Honda    | 18   | 0         |
| 31 | Andrew Stroud        | Yamaha   | 17   | 0         |
| 32 | Stefano Caracchi     | Ducati   | 17   | 0         |
| 33 | Niall Mackenzie      | Yamaha   | 16   | 0         |
| 34 | Aaron Slight         | Kawasaki | 15   | 0         |
| 35 | Scott Russell        | Kawasaki | 15   | 0         |
| 36 | Tony Rees            | Yamaha   | 14   | 0         |
| 37 | Daryl Beattie        | Honda    | 13   | 0         |
| 38 | Juan López Mella     | Honda    | 13   | 0         |
| 39 | Simon Crafar         | Yamaha   | 12   | 0         |
| 40 | Russel Josiah        | Kawasaki | 11   | 0         |

### Gyártó
|   | Gyártó   | Pont |
| - | -------- | ---- |
| 1 | Honda    | 399  |
| 2 | Ducati   | 393  |
| 3 | Yamaha   | 378  |
| 4 | Kawasaki | 300  |
| 5 | Suzuki   | 49   |
| 6 | Bimota   | 4    |